# 사이딩 스프링 천문대
사이딩 스프링 천문대(Side Spring 天文臺)는 오스트레일리아 쿠나바라브란(Coonabarabran) 사이딩 스프링산에 위치한 천문대이다. 오스트레일리아 국립 대학(Australian National University, ANU) 천문학과 천체물리 연구 학교(Research School of Astronomy & Astrophysics, RSAA)의 부설 기관이다. 앵글로 오스트레일리언 망원경, 기타 오스트레일리아 국립 대학, 뉴 사우스 웨일즈 대학과 연구소 소속의 망원경들과 협력하고 있다. 천문대의 고도는 해발 1,165m이며, 워럼벙글 국립공원 내 사이딩 스프링산(우랏산)에 위치한다.